# Proasellus albigensis
Proasellus albigensis là một loài chân đều trong họ Asellidae. Loài này được Magniez miêu tả khoa học năm 1965.